# Clive Burr
Clive Burr (London, 1957. március 8. – 2013. március 12.) brit zenész, 1979 és 1982 között az Iron Maiden nevű brit heavy metal együttes dobosa. A zenekar első három lemezén, az Iron Maiden (1980), a Killers (1981) és a The Number of the Beast (1982) albumon működött közre.

## Élete
Az Iron Maidenhez való csatlakozást megelőzően a Samson együttes tagja volt. 1982-ben, a The Beast on the Road tour során az USA-ban játszottak amikor édesapja meghalt. Hazautazott a temetésre, ezalatt a Trust dobosa Nicko McBrain helyettesítette.  Mivel zenei nézeteltérései mellett a folyamatos koncertezéssel jaró stresszt sem bírta, a  túlzásba vitt alkohol és drogfogyasztás miatt Harris és Smallwood kitette a zenekarból. Helyét Nicko McBrain vette át. Burr társszerzője volt a Gangland című számnak (The Number of the Beast), valamint a Total Eclipse címűnek, amely azonban nem került rá a lemezre, csak a remasterizált CD újrakiadásokra. Ez utóbbi a Run to the Hills kislemez B-oldalán jelent meg. Szerepelt a The Number of the Beast és a Run to the Hills videóklipjében.
Az Iron Maiden után változatos karrier következett, kevés sikerrel: 1983-ban belépett McBrain egykori zenekarába, a Trustba, majd megalakította az Escape együttest és nem sokkal később a Stratus zenekart. 1985-ben tagja volt a Gogmagog supergroupnak, ahol együtt játszott egykori kollégájával, Paul Di’Annóval. 1987-ben belépett a The Passion együttesbe, majd a Desperado nevűbe. A 90-es években taxisofőr volt Londonban. Dave Lombardo (Slayer) az egyik legnagyobb hatású HM dobosnak nevezte, kifejezetten sajnálta, hogy sosem találkozott vele személyesen.
Clive Burr Sclerosis multiplexben szenvedett, és miután ez kiderült, megalapította a Clive Burr MS Trust Fund nevű alapítványt, amely a betegség ellen harcolt. Egykori zenésztársai az Iron Maidenből több jótékonysági koncertet is adtak az alapítvány javára.
2013. március 12-én hunyt el a betegsége következtében.